# 천성산
천성산(千聖山)은 대한민국 경상남도 양산시에 있는 높이 920.17m의 산이며 낙동정맥의 일부이다. 산 정상에는 초원과 습지가 발달해 있으며 습지에는 도룡뇽을 비롯한 희귀한 동식물들이 많이 서식하고 있다.
대구와 부산을 연결하는 경부고속철도 2단계 사업 때 건설된 원효터널이 천성산을 관통하고 있다. 원효터널 공사 당시 지율 스님을 비롯한 환경 단체 관계자와 시민들은 늪지 훼손, 생태계 파괴 등을 이유로 공사 착공 금지 가처분 신청을 법원에 제출하였으나 부산고등법원의 2차 항고에서 패소했다.
참고로 천성산 기슭에 있는 대석마을에서 흘해 이사금의 왕릉이라고 전해지는 무덤이 있다.

## 명칭
이전에는 제1봉(920.17m)을 원효산(元曉山)으로 제2봉(852.2m, 비로봉)을 천성산(千聖山)으로 칭했다. 그러나 양산시에서 이 2개 산의 이름을 통합하여 천성산으로 변경하고, 기존의 원효산을 천성산 주봉(제1봉), 천성산을 제2봉으로 삼았다.
천성산의 유래는 원효대사가 당나라에서 건너온 1천(千)명의 스님에게 화엄경을 설법하여 모두 성인(聖人)이 되게 했다고하여 붙여진 이름이다. 원효산은 원효대사의 이름을 딴 것이다.
세종실록지리지와 대동지지에서는 이 산을 원적산(圓寂山)으로 기록하고 있다. 또한 세종실록지리지는 이 산을 소금강(小金剛) 또는 소금강산으로도 부른다고 적고 있다.

## 같이 보기
- 한국의 산
- 낙동정맥